# Gabriel Nadeau-Dubois

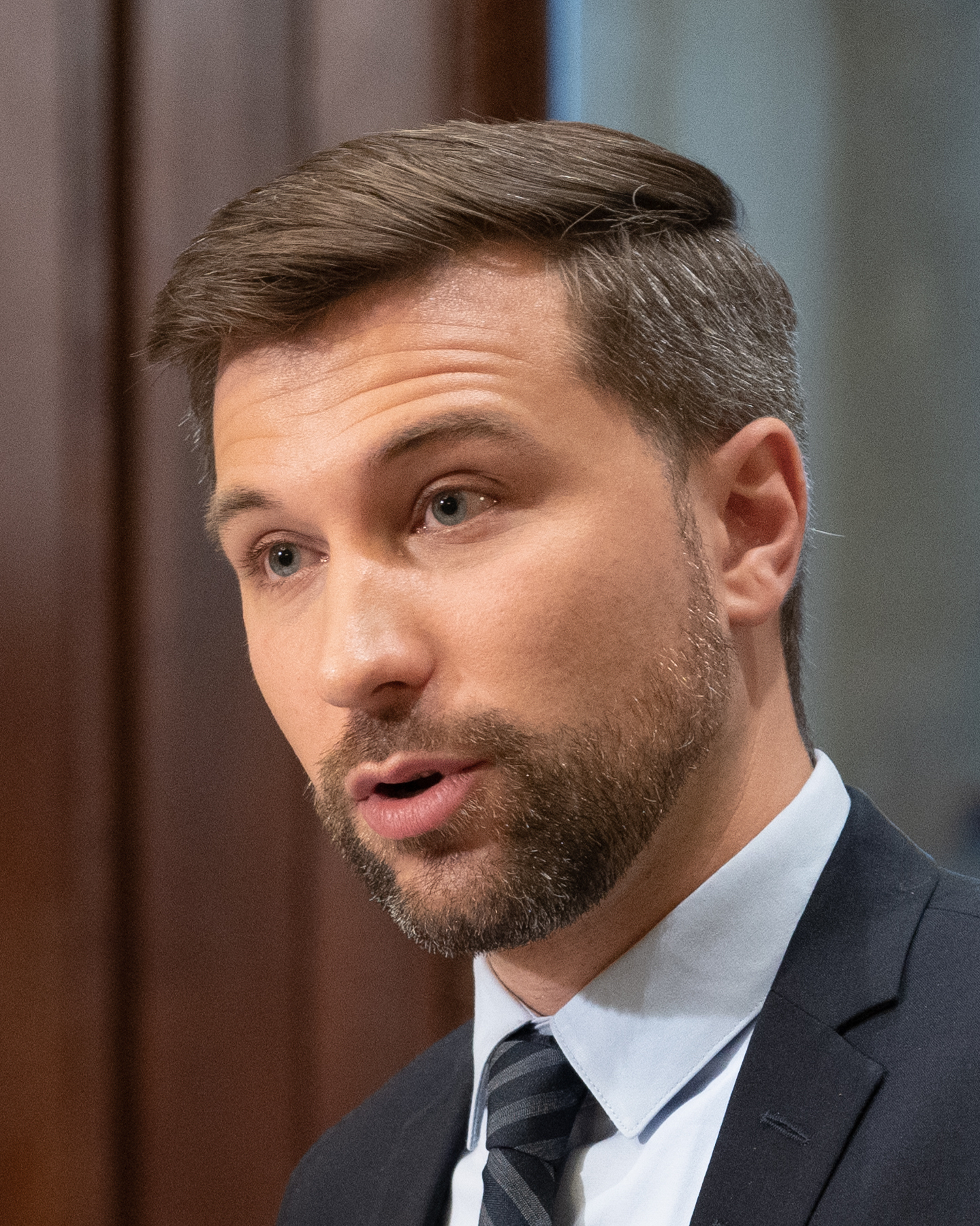
Gabriel Nadeau-Dubois, 2020

Gabriel Nadeau-Dubois (* 31. Mai 1990 in Montreal, Québec) ist ein kanadischer Politiker. Seit Mai 2017 ist er Parteivorsitzender der demokratisch-sozialistische Partei Québec Solidaire und Abgeordneter der Nationalversammlung von Québec. Bevor er in die Politik ging, war er ein bekannter Studentenführer, der eine wichtige Rolle bei den Studentenproteste in Québec 2012 spielte.

## Frühes Leben
Gabriel Nadeau-Dubois wurde am 31. Mai 1990 in Montreal geboren. Sein Vater war Umweltaktivist und Gewerkschaftsmitglied.
Im Jahr 2007 trat Nadeau-Dubois als Student am Collège de Bois-de-Boulogne der Association pour une solidarité syndicale étudiante (ASSÉ) bei.
2009 begann er ein geisteswissenschaftliches Studium an der Université du Québec à Montréal (UQAM). Ende 2016 schloss Nadeau-Dubois ein Masterstudium in Soziologie an der UQAM ab.

### Studentenproteste in Québec 2012
Im Dezember 2011 wurde Nadeau-Dubois Anführer der ASSÉ's „Coalition Large“ (CLASSE), einer breiten Koalition von Studentenvereinigungen. Die Koalition wurde gebildet, um sich einer von der Regierung von Jean Charest eingeführten Erhöhung der Studiengebühren um 1.625 Dollar zu widersetzen.
Seit Beginn der Studentenproteste in Québec 2012 galt Nadeau-Dubois in den Medien als einer der Anführer der Studentenbewegung, zusammen mit Léo Bureau-Blouin und Martine Desjardins, wenn nicht sogar als Anführer.
Die Personifizierung der Studentenbewegung um Nadeau-Dubois führte dazu, dass er auf Twitter und per Post Morddrohungen erhielt.
Im Juni gab er zu, dass er „psychisch müde“ sei und kündigte an, dass er sein Amt nach Ende des Streiks aufgeben werde. Am 9. August 2012 trat er als CLASSE-Anführer zurück. In seinem Rücktrittsschreiben, das von der Zeitung Le Devoir veröffentlicht wurde, sagte er, dass der Studentenstreik tiefere Probleme aufgeworfen und korrupte Institutionen in Frage gestellt habe. Er sagte auch, dass er die Tatsache bedauere, dass Jean Charest immer noch Premierminister von Québec sei, und sagte, seine Regierung sei „die Inkarnation der Korruption“. Nur einen Monat später unterlag Charest mit seiner Partei bei der Provinzwahl 2012, und Pauline Marois folgte ihm als Premierministerin von Québec nach.

## Karriere
Nadeau-Dubois hatte in der Vergangenheit gesagt, er sei nicht daran interessiert, Politiker zu werden.
Nach Abschluss seiner Arbeit in der Studentenbewegung wurde Nadeau-Dubois von der Bauarbeitergewerkschaft CSN-Construction eingestellt.
Im Jahr 2013 wurde ihm der Preis impératif français für seine Rolle im Kampf gegen die Erhöhung der Studiengebühren und für die Verteidigung der Zugänglichkeit der Universitätsbildung verliehen.
2014 gewann er den Governor General’s Preis für französischsprachige Sachliteratur für Tenir Tête, eine Erinnerung an die Ereignisse des Jahres 2012. In der beliebten Quebecer Fernsehsendung Tout le monde en parle gab er am 23. November 2014 bekannt, dass er sein Preisgeld von 25.000 Dollar für den Kampf gegen das Energy East-Pipelineprojekt gespendet habe. Er sammelte weitere 170.000 Dollar, um den Kampf gegen das Projekt zu unterstützen, das Bitumen auf ausländische Märkte leiten soll.
Im März 2017 trat Nadeau-Dubois Québec Solidaire bei. Am 21. Mai 2017 wurde er zum Parteivorsitzenden gewählt. Am 29. Mai 2017 wurde er in einer Nachwahl für den Wahlkreis Gouin in die Nationalversammlung von Québec gewählt. Bei der Provinzwahl 2018 wurde Nadeau-Dubois in Gouin mit 59 % der Stimmen wiedergewählt. Nadeau-Dubois bleibt Parteivorsitzende von Québec Solidaire.

## Werke
- Tenir Tête. ISBN 978-2-89596-175-8
- In Defiance. ISBN 978-1-77113-182-7